# Sandokan

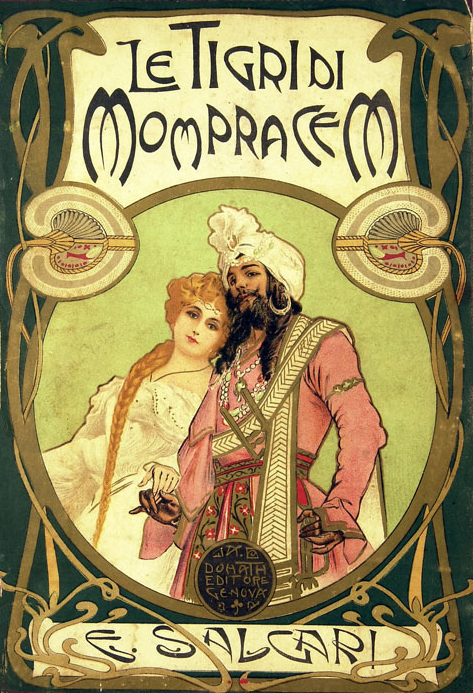
Oryginalna okładka powieści Tygrysy z Mompracem z 1900 r.

Sandokan – postać literacka stworzona przez włoskiego pisarza Emilia Salgariego. Jest to malezyjski pirat, zwany też Tygrysem z Malezji, który mści się na Anglikach za śmierć swojej rodziny. Sandokan wywodzi się z arystokratycznego rodu. Jest zakochany w pięknej Angielce Lady Mary Ann. Jego najlepszym przyjacielem jest Portugalczyk Yanez.

## Cykl powieści
W skład cyklu wchodzą powieści:
- 1895 I misteri della jungla nera (pol. Tajemnice czarnej dżungli)
- 1900 Le Tigri di Mompracem (pol. Tygrysy z Mompracem)
- 1896 I pirati della Malesia
- 1904 Le due tigri
- 1906 Il re del mare
- 1907 Alla conquista di un impero
- 1907 Sandokan alla riscossa
- 1908 La riconquista del Mompracem
- 1911 Il bramino dell'Assam
- 1911 La caduta di un impero
- 1913 La rivincita di Yanez

## Ważniejsze filmy z tą postacią

### Filmy
- Sandokan, tygrys z Malezji (Sandokan, la tigre di Mompracem) (1963), wyk. Steve Reeves
- Piraci z Malezji (I pirati della Malesia) (1964), wyk. Steve Reeves
- Zemsta Sandokana (Sandokan alla riscossa) (1964), wyk. Ray Danton
- Sandokan kontra lampart (Sandokan contro il leopardo di Sarawak) (1964), wyk. Ray Danton

### Seriale
- Sandokan – włoski miniserial z 1976 roku (wyk. Kabir Bedi)
- Sandokan – hiszpański serial animowany
- Przygody Sandokana – włoski serial animowany